# 2017년 세계 종목별 스피드스케이팅 선수권 대회
2017년 세계 종목별 스피드 스케이팅 선수권 대회는 국제빙상경기연맹(ISU)에서 주관하는 세계 규모의 스피드 스케이팅 대회로 2017년 2월 9일부터 2월 12일까지 대한민국 강원도 강릉시에서 개최되었다
틀:세계 종목별 스피드 스케이팅 선수권 대회